# Echium parviflorum
Echium parviflorum ist eine Pflanzenart aus der Gattung der Natternköpfe (Echium) in der Familie der Raublattgewächse (Boraginaceae).

## Beschreibung
Echium parviflorum ist ein einjähriger Schaft-Therophyt oder ein zweijähriger Hemikryptophyt, der Wuchshöhen von 10 bis 40 Zentimeter erreicht. Die Grundblätter sind 55 bis 120 Millimeter groß. Die Borsten sind aufrecht abstehend. Der Kelch ist 6 bis 8 Millimeter groß, wächst sich bis auf 20 Millimeter aus und ist angedrückt borstig. Die Zipfel sind am Grund 3 bis 6 Millimeter breit. Die Krone ist 10 bis 13 Millimeter groß und hellblau bis weiß, ihr Saum ist dunkler.
Die Blütezeit reicht von März bis Mai.
Die Chromosomenzahl beträgt 2n = 16 oder 12.

## Vorkommen
Echium parviflorum kommt im Mittelmeerraum vor. Die Art wächst auf Kreta in steiniger und felsiger Phrygana, an halbruderalen grasigen Stellen und auf Sandküsten in Höhenlagen von 0 bis 400 Meter.